# Kim Sook
Kim Sook (Busan; 6 de julio de 1975) es una comediante surcoreana.

## Carrera
Actualmente es parte de la agencia IOK COMPANY.
En 2016 se convirtió en miembro del programa Sister's Slam Dunk, también participó en With You con Yoon Jung-soo.

## Filmografía

### Películas
| Año  | Título                    | Personaje        |
| ---- | ------------------------- | ---------------- |
| 2005 | Mr. Housewife (Quiz King) | Madre de Eun-jin |
| 2005 | Tarzán Park Heung-Suk     |                  |

### Serie de televisión
| Año  | Título                                | Red  | Rol                          | Notas                                            |
| ---- | ------------------------------------- | ---- | ---------------------------- | ------------------------------------------------ |
| 2005 | Super Rookie                          | MBC  | Sook-hee                     | reparto                                          |
| 2007 | Ghost Pang Pang                       | SBS  | Sam Shin Ji-ang              | reparto                                          |
| 2010 | My Country Calls/Secret Agent Miss Oh | KBS2 | vendedora                    | reparto                                          |
| 2011 | Manny                                 | tvN  | Goo Hyun-jung                | elenco                                           |
| 2012 | Vampire Idol                          | MBN  | Oh Sook/Jenny                | reparto                                          |
| 2016 | My Horrible Boss                      | JTBC | residente del Apartmento 802 | reparto                                          |
| 2016 | The Sound of Your Heart               | KBS2 | Kim Sook                     | cameo                                            |
| 2017 | Hit the Top                           | KBS2 | fanática de MJ               | participación especial (episodios 1–2, 8, 17–18) |
| 2020 | Crash Landing on You                  | tvN  | Adivina norcoreana           | aparición especial (episodio 11)                 |

### Programas de televisión
| Año                        | Título                     | Notas                                                           |
| -------------------------- | -------------------------- | --------------------------------------------------------------- |
| 2018 - presente            | Weekend Instruction Manual | miembro                                                         |
| 2016 - presente 2016, 2017 | Battle Trip                | Presentadora (ep. 1 - presente) Participante (ep. 23-24, 46-47) |

### Programas de radio
| Año           | Título                                                                     | Estación de Radio | Notas        |
| ------------- | -------------------------------------------------------------------------- | ----------------- | ------------ |
| 2015–presente | Song Eun-yi & Kim Sook, la Hermana de Radio (송은이, 김숙의 언니네 라디오) | SBS Amor FM       | Presentadora |

## Premios y nominaciones
| Año  | Premio                         | Categoría                                 | Nominación                            | Resultado |
| ---- | ------------------------------ | ----------------------------------------- | ------------------------------------- | --------- |
| 2016 | 52nd Baeksang Arts Awards      | mejor participante de variedades-femenina | With You                              | Ganadora  |
| 2016 | 15th KBS Entertainment Awards  | premio alta excelencia- Talk Show         | Sister's Slam Dunk, Battle Trip       | Ganadora  |
| 2017 | 53rd Baeksang Arts Awards      | mejor participante de variedades-femenina | Sister's Slam Dunk                    | Nominada  |
| 2017 | 2017 SBS Entertainment Awards  | premio Radio DJ                           | Song Eun-yi, Kim Sook's Sisters Radio | Ganadora  |
| 2017 | 2017 SBS Entertainment Awards  | premio excelencia - Talk Show             | Same Bed, Different Dreams 2          | Nominada  |
| 2018 | 12th SBS Entertainment Award   | Mejor MC                                  | Same Bed, Different Dreams 2          | Ganadora  |
| 2021 | 48th Korean Broadcasting Award | Best Female Variety Star                  | Boss in the Mirror                    | Ganadora  |
| 2021 | KBS Entertainment Awards       | Entertainer of the Year                   |                                       | Ganadora  |